# Kontaktfreier Vorschub
Der kontaktfreie Vorschub ist eine innovative Technik für Umformmaschinen (Pressen, Stanzen). Er kombiniert die Vorteile von Walzen- und Zangenvorschüben. Eine magnetische Wanderwelle erzeugt kontaktfrei auf der Oberfläche des Spaltbandes die Vorschubkraft. Diese übertrifft die Vorschubkraft von mechanischen Vorschubautomaten deutlich.
Aufgrund der hohen Vorschubkraft und der geringen beschleunigten Masse wird das Spaltband schneller und schonender in die Presse zugeführt. Durch den geringen Vorschubwinkel kann die Umformdauer oder/und die Hubzahl vergrößert werden. 
Die kontaktfreie Vorschubtechnologie induziert mit einer magnetischen Wanderwelle in Vorschubrichtung in das Spaltband einen Strom. In Wechselwirkung mit dem Strom und dem magnetischen Wanderfeld wirkt in Vorschubrichtung auf der Oberfläche des Spaltbandes eine Lorentzkraft.
Das Wanderfeld wird mit bestromten Spulen erzeugt, die zur Erhöhung der Luftspaltinduktion in einen Eisenrückschluss eingebettet sind. 
Untersuchungen an einem Prototyp ergaben, dass Spaltbänder mit einem Bandgewicht von 3 kg mit einer Vorschubkraft von über 800 N beschleunigt werden. Ohne mechanischen Kontakt und Belastung werden Spaltbänder schonend und schnell in die Presse zugeführt. 
Gefördert werden elektrisch leitfähige Spaltbänder, wie z. B. Aluminium, Kupfer, Edelstahl oder Stahl. Durch Anpassen der Wanderwellenfrequenz wird in den verschiedenen Materialien dieselbe Vorschubkraft erreicht. Die Vorschubkraft ist proportional zur Oberfläche des Spaltbandes und erhöht sich mit größeren Breiten des Spaltbandes. Die Vorschubkraft wird mit zunehmender Blechdicke nicht höher. Diese Eigenschaften entsprechen denen von Walzenvorschüben.
Das Spaltband wird dabei weder wesentlich erwärmt noch dauerhaft magnetisiert. Die Technologie ermöglicht aber auch, das Spaltband schnell induktiv zu erwärmen. 
Die Vorschublänge ist nicht begrenzt. 
Es werden beschichtete, lackierte, texturierte und empfindliche Spaltbänder schonend, schnell und hochgenau im Werkzeug positioniert. 
Der geringere Platzbedarf des kontaktfreien Vorschubes ermöglicht, diesen unmittelbar im Arbeitsraum der Presse zu platzieren. Folge ist eine verbesserte Positionierung des Spaltbandes im Werkzeug durch die kürzere freie Spaltbandlänge.

## Energieverbrauch und Wartungsaufwand
Die Klemmung erfolgt mit dem Regelverfahren der Wanderwelle, das die Ruhelage des Spaltbandes einstellt. Das „Lüften“ erfolgt durch ein einfaches Abschalten der Wanderwelle in wenigen Millisekunden. Entsprechend entfallen die bei Walzen- und Zangenvorschüben erforderlichen hydraulischen oder pneumatischen Hilfsantriebe. 
Außer dem Spaltband sind im kontaktfreien Vorschub keine beweglichen Teile vorhanden. Mit geringem Energieaufwand und erheblich geringerem Verschleiß werden Spaltbänder in die Presse gefördert, wodurch Stillstandzeiten, Wartungsintervalle und Energiekosten deutlich reduziert werden.